# Hässleholm (gemeente)
Hässleholm is een Zweedse gemeente in Skåne. De gemeente behoort tot de provincie Skåne län. Ze heeft een totale oppervlakte van 1314,2 km² en telde 48.945 inwoners in 2004.

## Plaatsen
Hässleholm - Tyringe - Vinslöv - Bjärnum - Sösdala - Vittsjö - Hästveda - Tormestorp - Stoby - Sjörröd - Finja - Vankiva - Ballingslöv - Emmaljunga - Röke - Mala (Zweden) - Västra Torup - Nävlinge - Algustorp - Farstorp (Hässleholm) - Björkedal - Attarp
Ängelholm · Åstorp · Båstad · Bjuv · Bromölla · Burlöv · Eslöv · Hässleholm · Helsingborg · Höganäs · Höör · Hörby · Kävlinge · Klippan · Kristianstad · Landskrona · Lomma · Lund · Malmö · Örkelljunga · Osby · Östra Göinge · Perstorp · Simrishamn · Sjöbo · Skurup · Staffanstorp · Svalöv · Svedala · Tomelilla · Trelleborg · Vellinge · Ystad